# Carl Gustav Sparre Olsen
Carl Gustav Sparre Olsen (Stavanger, 25 aprile 1903 – Lillehammer, 8 novembre 1984) è stato un violinista e compositore norvegese. Il suo stile compositivo è lirico con una solida base di musica folk norvegese.

## Biografia
Carl Gustav Sparre Olsen nacque a Stavanger, Norvegia. Quando aveva un anno la famiglia si trasferì a Copenaghen, ma si stabilì a Oslo nel 1909. Dal 1922 studiò violino con Herman van der Vegt. Nel 1923 divenne violinista alla Filarmonica di Oslo. Continuò lì per i successivi dieci anni. Dal 1926 al 1930 studiò composizione con il compositore norvegese Fartein Valen. Viaggiò anche a Berlino, in Germania, per studiare con il compositore Max Butting dal 1930 al 1931. Andò anche a Londra dove studiò con il compositore e pianista australiano Percy Grainger nel 1936. A partire dal 1934 accettò una cattedra alla Griegakademiet, il conservatorio di musica di Bergen, Norvegia. Il suo incarico come insegnante continuò fino ai primi anni '40. Durante lo stesso periodo ha diretto per il coro dei Sindacati di Bergen. Olsen è stato anche un critico per il quotidiano Bergens Tidende.
Nel 1936 divenne un artista sponsorizzato a livello nazionale (komponistgasje) ed  iniziò a ricevere un reddito per artisti dallo Stato. Dopo lo scoppio della seconda guerra mondiale nel 1940 si trasferì a Nordfjord dove visse fino al 1947, quando si stabilì a Gausdal nell'Oppland e vi soggiornò fino al 1966, stabilendosi a Lillehammer.

### Composizioni
Olsen ha scritto una quantità significativa di grandi pezzi corali, opere orchestrali e canzoni. Negli anni '20 la sua musica era ispirata principalmente alle canzoni popolari norvegesi ed è considerata armonicamente influenzata dal compositore norvegese Edvard Grieg. La sua musica successiva è di natura miniaturistica, il suo stile compositivo è paragonabile a quello di Fartein Valen, il suo maestro di composizione. Negli anni '30 compose grandi opere strumentali ispirate al poeta norvegese Olav Aukrust. Scrisse anche Nove bassorilievi di legno con i colori, musiche per i dipinti del pittore e scultore norvegese Dagfinn Werenskiold (1892-1977).
Nel 1937 compose Draumkvædet e alcune cantate. Compose musica per orchestra, gruppi da camera e coro e orchestra simile al Requiem di Faure. Il lavoro più importante che scaturì dopo la seconda guerra mondiale furono le Sette Canzoni su Poesie. Le poesie furono scritte dallo scrittore norvegese Inge Krokann. Intorno a questo periodo compose Nidarosdomen, un pezzo orchestrale. Tra le altre opere importanti figurano Ver Sanctum per coro e orchestra, Frå Telemark, una canzone popolare per pianoforte e Leitom-suite per pianoforte.

### Ultimi anni
Sparre Olsen è stato membro del Consiglio di Radiodiffusione Nazionale Norvegese dal 1950 al 1958. Ha anche pubblicato due scritti biografici, George Percy Grainger (1963) e Tor Jonsson (1968). Nel 1968 ricevette l'onore del cavaliere nell'Ordine reale norvegese di Sant'Olav. Quando Sparre Olsen morì a Lillehammer nel 1984 la sua urna fu posata nella chiesa a doghe di Lom a Gudbrandsdalen.

## Opere selezionate
- Canto 1
- Draumkvædet
- Frå Telemark
- Leitom-suite
- Nidarosdomen
- Nove bassorilievi di legno con colori
- Nocturne per flauto e corno, op. 57, n. 2
- Norsk kjærleikssong (Canzone d'amore norvegese) per viola o violoncello e pianoforte, Op.36 n. 3
- Sette Canzoni su Poesie
- Tre Dialoger (Tre dialoghi) per flauto e viola, Op.50 (1976)
- Ver sanctum